# Jorge Molino
Jorge Molino Baena (Madrid, España, 4 de marzo de 1988) es un futbolista español. Juega de media punta y actualmente juega en la A.D. Sporting de Hortaleza.

## Trayectoria
Comenzó en la A.D. Sporting de Hortaleza hasta dar el salto a la Agrupación Deportiva Unión Adarve, llegando en el año 2006 al Club Atlético de Madrid militando en las categorías inferiores desde donde da el salto al primer equipo debutando ante el Deportivo de La Coruña en la jornada 30 de la temporada 2009/10, con el 59 a la espalda (dorsal más alto de primera división).
Es un media punta con potencia y goleador.
El 4 de agosto de 2010 llega al Real Murcia, la primera parte de la temporada se la pierde debido a una lesión, en febrero de 2011 tras volver a la actividad nada más salir consigue un gol en el minuto 94 para el equipo pimentonero que le enfrentaba al Cádiz CF.
El 23 de agosto de 2011 el Real Murcia anuncia la rescisión del contrato. y firma por el Club de Fútbol Palencia. Posteriormente, Jorge se marcharía al CF Fuenlabrada, donde disputó varias temporadas a un gran nivel en la Segunda División B. En la actualidad se encuentra jugando en la A.D. Sporting de Hortaleza, en el fútbol regional madrileño, club que le vio dar sus primeros pasos como futbolista.

## Clubes
| Club                    | País   | Año       |
| ----------------------- | ------ | --------- |
| Atlético de Madrid "C"  | España | 2007-2008 |
| Atlético de Madrid "B"  | España | 2008-2010 |
| Real Murcia             | España | 2010-2011 |
| Club de Fútbol Palencia | España | 2011-2012 |
| CF Fuenlabrada          | España | 2012-2015 |